# Firefox OS
Firefox OS (tên dự án: Boot to Gecko, còn gọi là B2G) là một hệ điều hành mã nguồn mở dựa trên Linux cho điện thoại thông minh và máy tính bảng và còn được sử dụng cho TV thông minh. Nó được phát triển bởi Mozilla, tổ chức phi lợi nhuận nổi tiếng với trình duyệt Firefox.
Firefox OS được thiết kế để cung cấp một hệ thống thay thế  dựa trên cộng đồng dành cho các thiết bị di động, sử dụng các tiêu chuẩn mở và thân thiện như ứng dụng HTML5, JavaScript, có một mô hình đặc quyền vững chắc cùng các API web mở để giao tiếp trực tiếp với phần cứng của điện thoại di động, và cuối cùng là một chợ ứng dụng "marketplace". Bởi vậy, nó cạnh tranh với các hệ điều hành phát triển thương mại như iOS, Android, Windows Phone và Sailfish OS cũng như các hệ điều hành mã nguồn mở dựa vào cộng đồng khác như Ubuntu Touch.
Firefox OS được ra mắt rộng rãi vào tháng 2 năm 2012 trên các điện thoại thông minh tương thích Android, và một lần nữa vào năm 2013 hoạt động trên Raspberry Pi.
Vào tháng 1 năm 2013, ở CES 2013, ZTE xác nhận họ sẽ chuyển đến một điện thoại thông minh với Firefox OS, vào ngày 02 tháng 7 năm 2013, Telefónica khởi động phiên bản Firefox OS thương mại đầu tiên trên di động, ZTE Open, tại Tây Ban Nha GeeksPhone Peak+ cũng lập tức có mặt sau đó.

## Lịch sử phiên bản
| Phiên bản | Ngày hoàn thiện tính năng | Ngày xuất bản        | Tên mã | Phiên bản Gecko          | Bao gồm các bản vá bảo mật |
| --------- | ------------------------- | -------------------- | ------ | ------------------------ | -------------------------- |
| 1.0       | 22 tháng 12 năm 2012      | 21 tháng 2, 2013     | TEF    | Gecko 18                 | Gecko 18                   |
| 1.0.1     | 15 tháng 1, 2013          | 6 tháng 9, 2013      | Shira  | Gecko 18                 | Gecko 20                   |
| 1.1.0     | 29 tháng 3, 2013          | 9 tháng 10 năm 2013  | Leo    | Gecko 18+ (API mới)      | Gecko 23                   |
| 1.1.1     |                           | TBD                  | HD     | giống như 1.1.0 với WVGA | Gecko 23                   |
| 1.2.0     | 15 tháng 9, 2013          | 9 tháng 12 năm 2013  | Koi    | Gecko 26                 | Gecko 26                   |
| 1.3.0     | 31 tháng 1, 2014          | 17 tháng 3, 2014     |        | Gecko 28                 | Gecko 28                   |
| 1.4.0     | 29 tháng 4, 2014          | 09 tháng 6, 2014     |        | Gecko 30                 | Gecko 30                   |
| 2.0.0     | 21 tháng 7, 2014          | 01 tháng 9, 2014     |        | Gecko 32                 | Gecko 32                   |
| 2.1.0     | 13 tháng 1, 2014          | 21 tháng 11 năm 2014 |        | Gecko 34                 | Gecko 34                   |